# Thalia Munro
Pour les articles homonymes, voir Munro (homonymie).
Thalia Munro, née le 8 mars 1982 à Santa Barbara en Californie, est une joueuse de water-polo internationale américaine qui a évolué au poste de gardienne de but. Elle remporte le titre de championne du monde en 2003 ainsi que la médaille de bronze lors Jeux olympiques d'été de 2004 avec l'équipe des États-Unis.

## Palmarès

### En sélection
- États-Unis
  - Jeux olympiques :
    - Médaille de bronze : 2004.

  - Championnat du monde :
    - Vainqueur : 2003.
    - Finaliste : 2005.